# Вороньї Горки
Вороньї Горки (рос. Вороньи Горки) — присілок Бокситогорського району Ленінградської області Росії. Входить до складу Климовського сільського поселення.
Населення — 4 особи (2012 рік).